# Ennigerloh

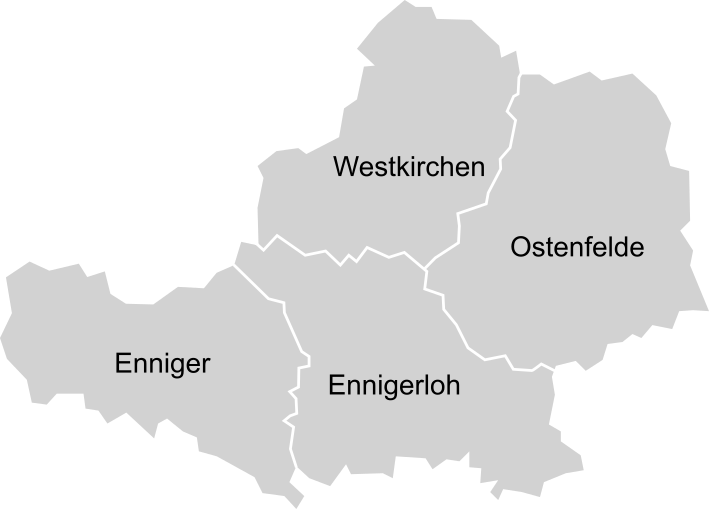
Ortsteilkarte von Ennigerloh

Ennigerloh (plattdeutsch Iännigerlau) ist eine kreisangehörige Stadt im Kreis Warendorf im Münsterland mit ungefähr 20.000 Einwohnern. Nachbargemeinden und -städte sind im Uhrzeigersinn, im Norden beginnend: Warendorf, Beelen, Oelde, Beckum, Ahlen und Sendenhorst.

## Geographie

### Stadtteile
Stadtteile neben der Kernstadt Ennigerloh sind:
- Enniger
- Westkirchen
- Ostenfelde

## Geschichte
Urkundlich wird Ennigerloh erstmals im Jahre 860 aus Anlass der Gründung des Klosters Herzebrock erwähnt. Die Urkunde mit der Erwähnung ist nicht mehr erhalten; in späteren Quellen wird aber darauf zurückgegriffen, z. T. von Personen, die sie noch gesehen haben (siehe Tibus, Gründungsgeschichte…). Natürlich ist der Ort als Siedlung viel älter, wie Bodenfunde bezeugen. In den ältesten Heberollen des Stiftes Freckenhorst, um 1050 geschrieben, werden mit dem Haupthof Aningeralo bereits viele Höfe genannt, die dem Kloster abgabepflichtig waren. Dieser Haupthof ist nicht, wie häufig fälschlich angenommen, der bischöfliche Hof Schulze Ennigerloh, sondern der heute noch existierende Hof Schulze Nünning (er gehörte den Nonnen) „Loh“ bedeutet hier nicht einfach Wald, sondern eher „(Heiliger) Hain“ (nach dem lateinischen Wort lucus mit derselben Bedeutung). Dafür spricht auch die besondere Lage der heutigen Kirche oben auf einer Anhöhe (wie sonst nirgendwo in der Umgebung) an der Stelle eines alten heidnischen Heiligtums. Die Silbe "ing" im Namen Aningerlo bedeutet nicht, wie vielfach behauptet, dass hier früher eine Thingstätte war. Es gab wohl einen Gerichtsplatz neben dem Friedhof um die Kirche, aber „ing“ ist niemals „thing“. „ing“ bedeutet eine Zugehörigkeit, hier vermutlich zu einer Person namens Anno, über die jedoch sonst nichts bekannt ist, ähnlich wie Karolinger zur Sippe des Karl gehören, Bisping zum Bischof, Pröpsting zum Propst, Nünning zu den Nonnen gehört.
Im Jahre 1240 hat der Edelherr Bernhard zur Lippe die zu Rheda gehörende Vogtei Ennigerloh dem Bischof von Münster überlassen. In den Jahren 1270 bis 1336 wird in den Urkunden des Stiftes Freckenhorst oftmals ein Rittergeschlecht von Ennigerloh erwähnt. Es handelt sich wohl um die Besitzer vom Hof Schulze Ennigerloh, die auch ein Wappen führten. Der Schild ist geteilt silber-blau und wurde zum letzten Mal offiziell auf Notgeldscheinen der Gemeinde Ennigerloh aus dem Jahre 1921 gedruckt. (Siehe Schwake, Ein altes Wappen wiederentdeckt in Jahrbuch Münsterland 2010)
Der Platz eines Femegerichtes und eines Freistuhls im Eigentum des Landesherren, des Bischofs von Münster, wurde 1690 zur Bebauung freigegeben. Damit entstand die noch heute bestehende dichte Besiedlung im Ortskern, Drubbel genannt. Das niederdeutsche Wort Drubbel ist mit dem hochdeutschen Begriff Traube verwandt: Die Häuser stehen so dicht, wie die Beeren einer Traube.

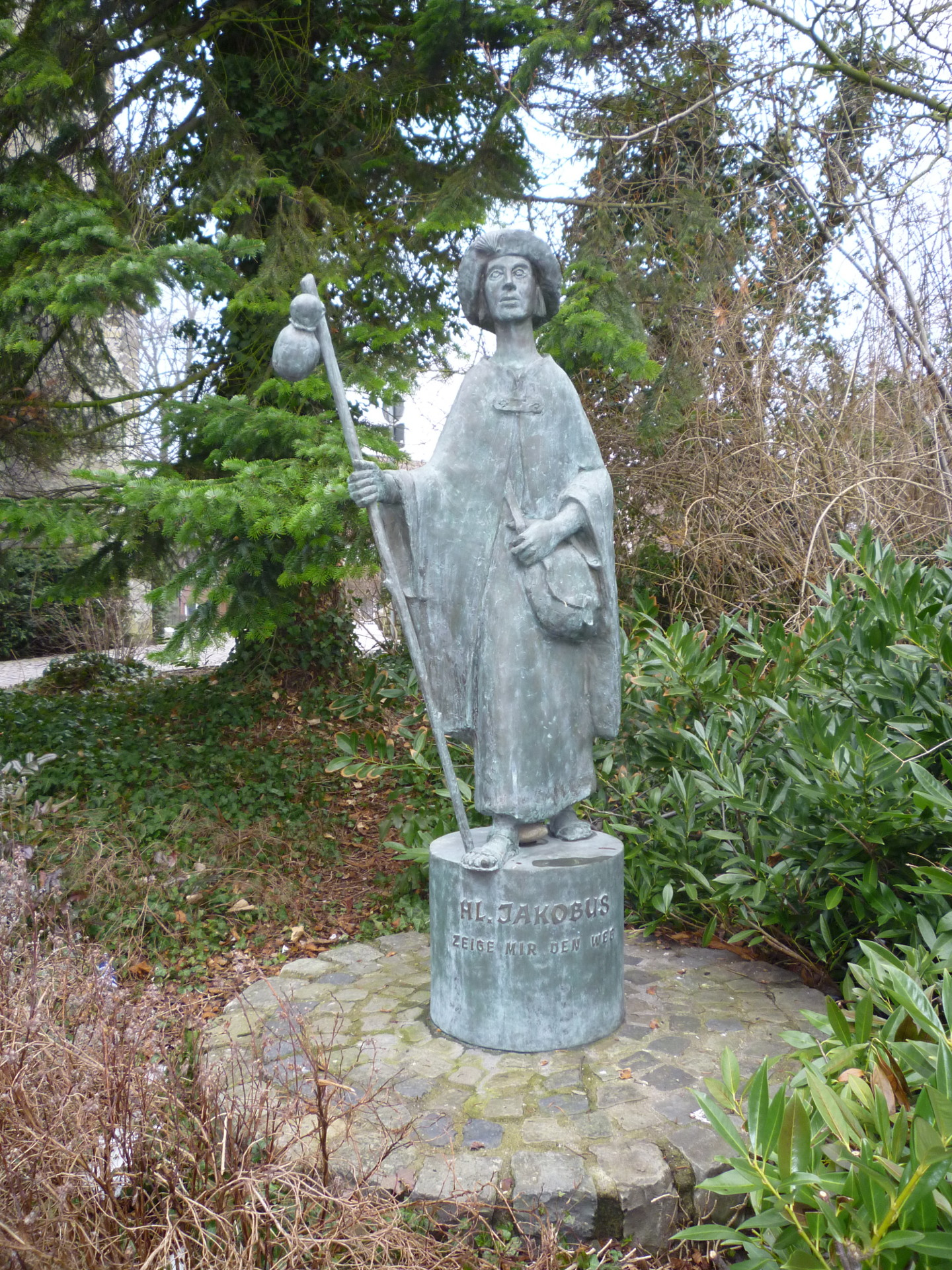
Denkmal des hl. Jakobus nahe der Pfarrkirche St. Jakobus

Die Pfarre St. Jakobus war eine sogenannte Mutterpfarre, von der nachweislich die Pfarren in Enniger, Hoetmar und Neubeckum abgezweigt wurden. Der ältere Teil der Kirche ist eine spätromanische, westfälische Halle aus der Mitte des 13. Jahrhunderts. (S. u. a. Henze, Westfälische Kunstgeschichte) Der Raum hat einen fast quadratischen Grundriss mit ursprünglich zwei Eingängen im Norden und Süden. Durch den Umbau im Jahre 1886 hat die Kirche viel von ihrem ursprünglichen Stil eingebüßt. Damals wurden Querschiff und Chor im neugotischen Stil angebaut, um Platz für die durch die Industrialisierung stark wachsende Bevölkerung zu gewinnen. Zum Teil wurde in den 1970er-Jahren der alte Zustand im Inneren der Kirche wiederhergestellt. Die Kirche steht auf einer starken Bodenerhebung und prägt zusammen mit der alten Mühle seit langer Zeit die Stadtsilhouette. Das alte Dorf lag zwischen der Kirche und dem Haupthof Schulze Ennigerloh, der um 1860 aufgelöst wurde (Haverknapp). Der Friedhof lag rund 1000 Jahre um die Kirche, nach 1700 durfte der Rand des Friedhofs bebaut werden; so entstand der Häuserring um die Kirche. Der Friedhof wurde 1877 nach "außerhalb des Dorfes" verlegt, da wo heute der kleine Park an der Bahnhofstraße mit dem Ehrenmal liegt. Er war innerhalb weniger Jahrzehnte so belegt, dass ein neuer Friedhof an der heutigen Stelle eingerichtet werden musste.
Das tragende Element der Bevölkerung waren seit Urzeiten die Bauern. Bedeutende Grundherren waren der Bischof von Münster, die Domkellerei, das kaiserliche freiweltliche Stift Essen, das Stift Freckenhorst, die Grafen von Ravensberg, die Klöster Marienfeld, Herzebrock und Clarholz, Haus Geist und verschiedene andere Adelige. Die Bauern waren durch das ganze Mittelalter von ihren Grundherren abhängig (leibeigen), d. h., sie waren in ihren uns heute selbstverständlichen Freiheiten (freie Wahl des Wohnortes, freie Verfügung über das Eigentum, freie Wahl des Ehepartners u. v. m.) stark eingeschränkt. Es war deshalb eine große Umwälzung, als nach der französischen Revolution und Napoleon und unter den neuen Landesherren, den Preußen, im 19. Jahrhundert die sog. Bauernbefreiung durchgeführt wurde.
Am 1. April 1899 wurde die Gemeinde Neubeckum durch Ausgliederung von 13,07 km2 aus Ennigerloh neu gebildet. Sowohl Ennigerloh als auch Neubeckum wurden 1910 zu eigenen Ämtern erhoben. 1930 wurden beide Ämter zum Amt Ennigerloh-Neubeckum vereinigt. Das Amt Ennigerloh-Neubeckum wurde 1952 aufgelöst. Ennigerloh war seitdem amtsfrei.
Nach dem Ersten Weltkrieg litt die Bevölkerung unter starker Arbeitslosigkeit als Folge der Weltwirtschaftskrise. Nach dem Zweiten Weltkrieg stieg die Bevölkerungszahl fast um das Doppelte, nicht zuletzt eine Folge des Flüchtlingsstroms aus den ehemals deutschen Gebieten im Osten.
Mit dem Anwachsen der Bevölkerung mussten nicht nur Wohnungen, sondern auch öffentliche Gebäude – Schulen, Kirchen, Rathaus usw. – gebaut werden, außerdem natürlich eine umfangreiche Infrastruktur mit Straßen, Versorgungsleitungen und ein großes Zentrum für die Aufbereitung und Lagerung von Müll in einem ausgebeuteten Steinbruch. Moderne Spiel- und Sportanlagen inmitten von Grünflächen stehen der Jugend zur Verfügung und dienen der gesamten Bevölkerung als Erholungsgebiet. Das Freibad entstand schon 1938, das Hallenbad mit Sporthalle 1973. Im Kalten Krieg waren im Rahmen der "nuklearen Teilhabe" US-Atomwaffen im (ab 1975) Ortsteil Westkirchen eingelagert, die durch die Bundeswehr hätten eingesetzt werden können.
Am 1. Januar 1975 wurde die Gemeinde Ennigerloh vergrößert. Die ehemals selbständigen Gemeinden Enniger, Ostenfelde und Westkirchen kamen als neue Ortsteile hinzu. Am 9. November 1976 wurde der Gemeinde die Bezeichnung Stadt verliehen.

### Archiv
Das Archiv der Stadt Ennigerloh liegt im Kreiszentralarchiv Warendorf.

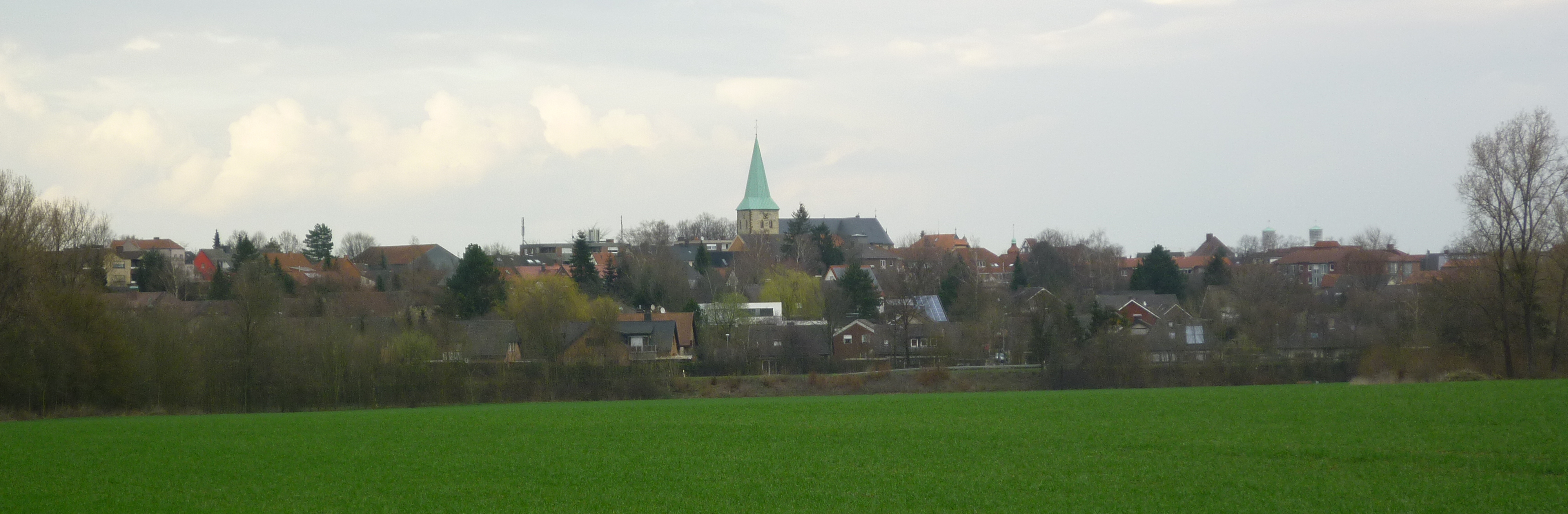
Panoramaansicht Ennigerloh aus südlicher Richtung

### Einwohnerentwicklung
| Jahr | Einwohner |
| ---- | --------- |
| 1998 | 20.599    |
| 1999 | 20.656    |
| 2000 | 20.742    |
| 2001 | 20.786    |
| 2002 | 20.741    |
| 2003 | 20.724    |
| 2004 | 20.671    |
| 2005 | 20.741    |

| Jahr | Einwohner |
| ---- | --------- |
| 2006 | 20.501    |
| 2007 | 20.437    |
| 2008 | 20.638    |
| 2012 | 19.558    |
| 2015 | 20.484    |
| 2016 | 19.973    |
| 2017 | 19.841    |
| 2022 | 19.757    |

(jeweils am 31. Dezember)

## Politik

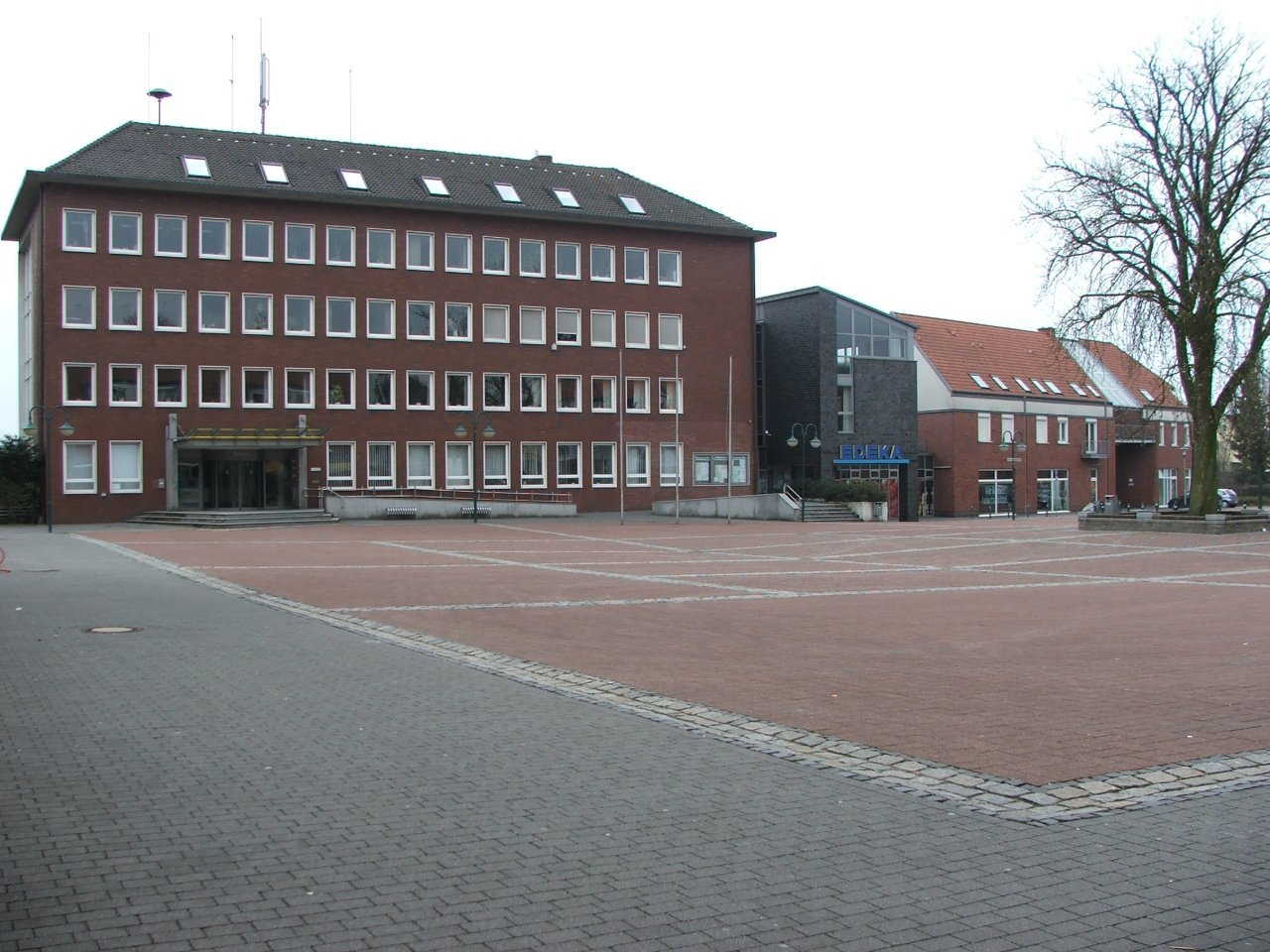
Marktplatz und Rathaus

### Stadtrat
Im Ennigerloher Stadtrat sind fünf Fraktionen vertreten. Der Rat besteht aus 32 Mitgliedern und dem Bürgermeister.

### Bürgermeister
Am 5. Mai 2002 wurde in Ennigerloh erstmals in der Geschichte des Landes Nordrhein-Westfalen ein direkt gewählter Bürgermeister wieder abgewählt. Vorausgegangen war ein Vorschussbetrug, im Rahmen dessen von der Stadtverwaltung genehmigte Kredite in Höhe von ca. 145.000 Euro an einen Sozialhilfeempfänger flossen. Gegen diesen sowie den damaligen Bürgermeister Hans-Ulrich Brinkmann (SPD) und mehrere Mitarbeiter der Stadt wurde seitens der Staatsanwaltschaft ermittelt.
Durch das Ergebnis der Kommunalwahl am 25. Mai 2014 wurde der bisherige Bürgermeister Berthold Lülf (SPD) mit 83,3 % der Wählerstimmen und 2020 erneut mit 58,85 % im Amt bestätigt.

### Wappen

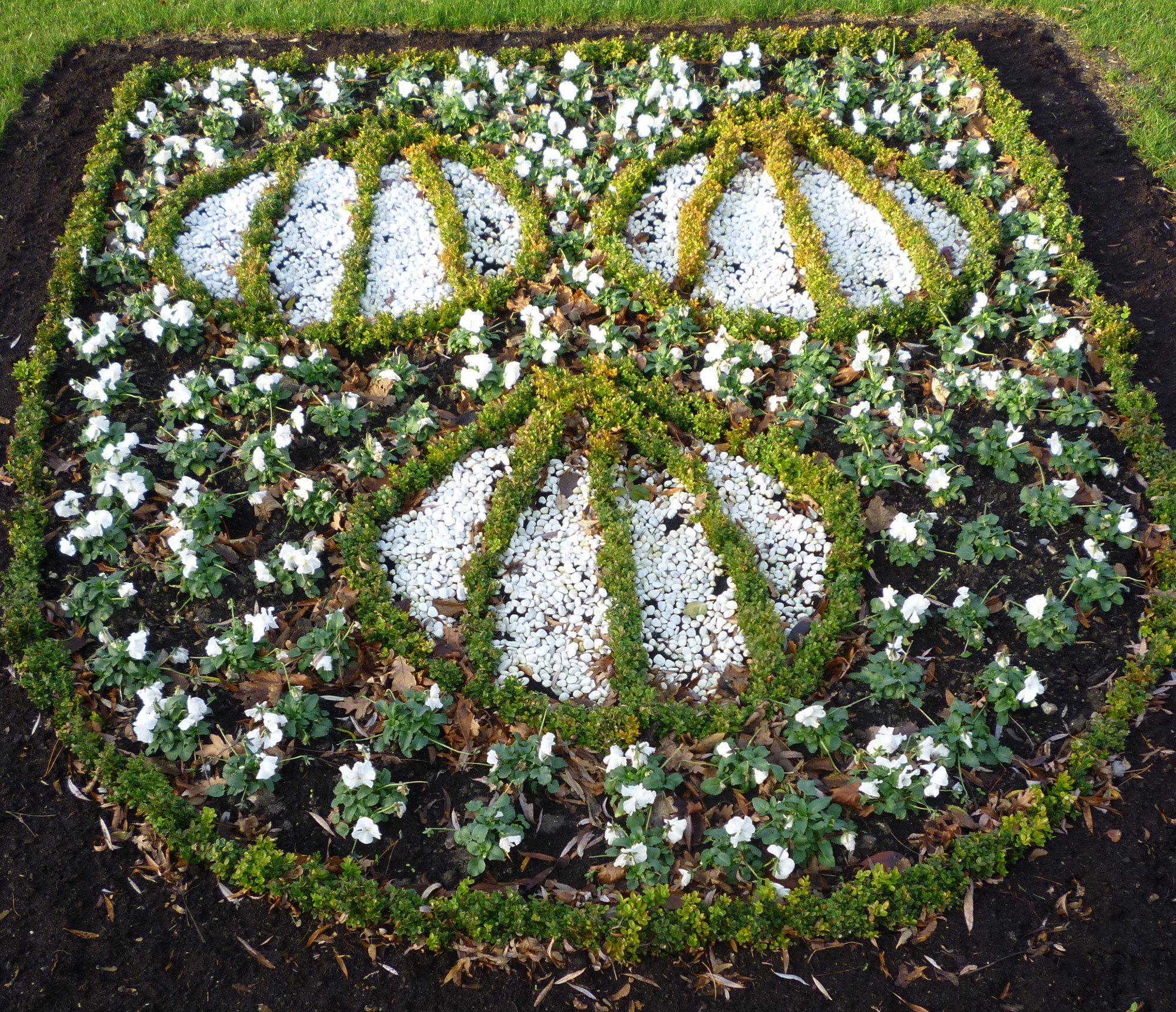
Beet in Form des Wappens

Blasonierung: „In Grün drei (2:1) silberne Muscheln mit schwarzem Schloss“.
Die Muscheln weisen auf die Kalksteinvorkommen hin, zugleich sind sie Attribute des Kirchenpatrons St. Jakobus. Der grüne Schildergrund steht für die landwirtschaftliche Nutzung des Gemeindegebietes.
Verliehen wurde das Wappen der damaligen Gemeinde am 2. Juni 1955.

### Städtepartnerschaften
- Partnerschaft mit der französischen Stadt Lessay besteht seit Juni 1987
- Städtefreundschaft mit der deutschen Ostseestadt Eggesin seit 1990
- und mit der slowenischen Stadt Kamnik seit 1992

## Kultur und Sehenswürdigkeiten

### Bauwerke

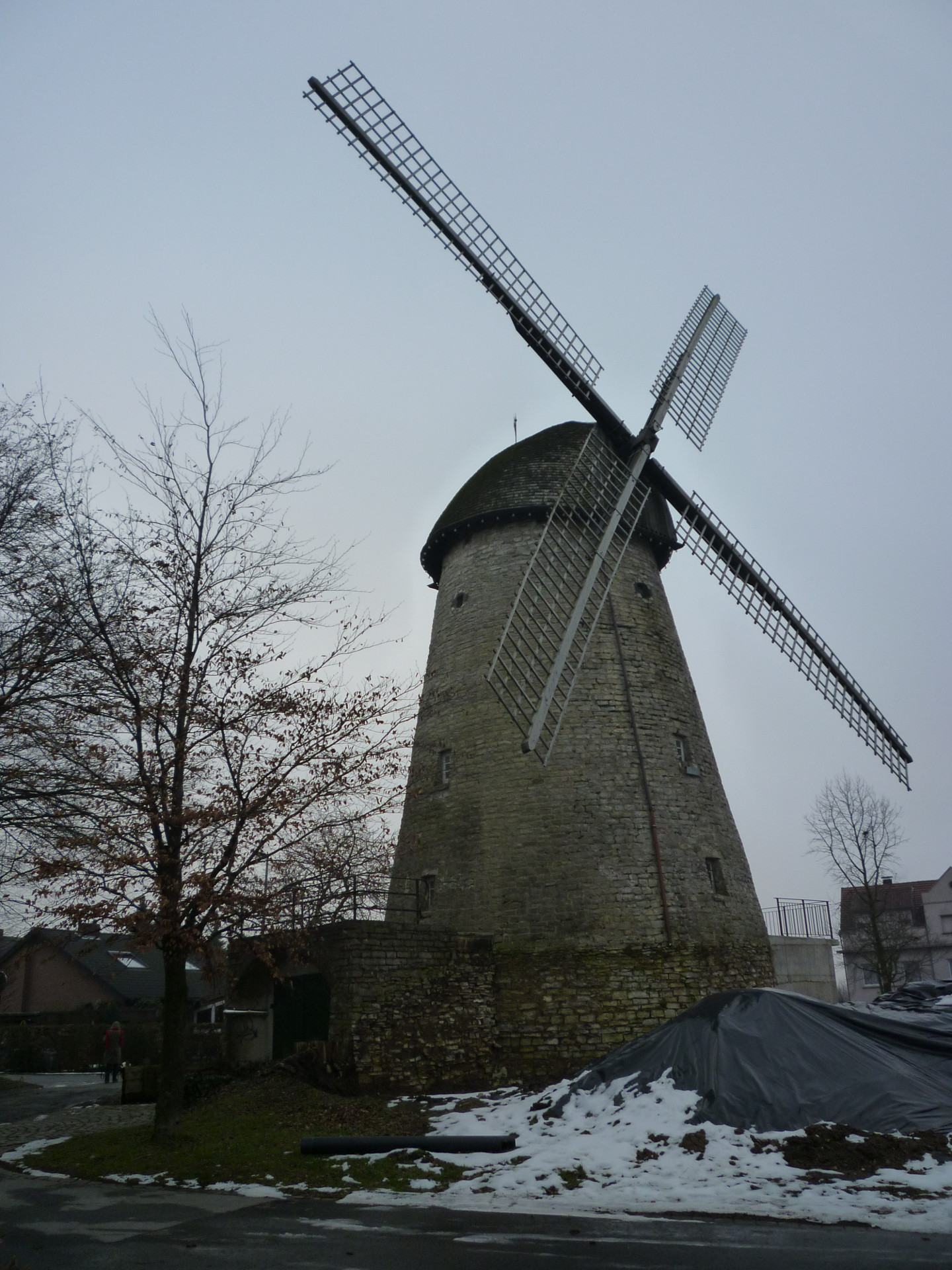
Ennigerloher Windmühle

- Ennigerloher Windmühle (Wallholländermühle aus heimischem Kalkstein, erbaut 1869, Binnendreher, auf dem 114 m hohen Mühlengeist)
- St. Jakobus-Kirche (spätromanische Hallenkirche 13. Jahrhundert, neugotischer Erweiterungsbau)
- Die St.-Ludgerus-Kirche von 1959 wurde 2013 profaniert und in der Folge abgerissen.
- evgl. Versöhnungskirche von 1914
- Drubbel (eng bebauter Ortskern um 1700)
- Hubertusdenkmal von 1906
- Alte Brennerei Schwake
- Rückämper Kapelle (Enniger aus dem Jahre 1687)
- St.-Mauritius-Kirche (Enniger Ende des 12. Jahrhunderts nur der Turm, sonst neugotisch aus dem 19. Jahrhundert)
- St. Margaretha (Ostenfelde) neugotisch 19. Jahrhundert
- Kapelle auf dem Schürenbrink (Ostenfelde)
- Kapelle auf dem Dromberg (Ostenfelde)
- Schloss Vornholz (Ostenfelde) von 1661 – mit Golfplatz
- St. Laurentius (Westkirchen), neugotisch 19. Jahrhundert
- Haus Dieck (Westkirchen) Barock (Schlaun?)
- Windmühle (Westkirchen)
- Sportanlage Stavernbusch
- Olympiahalle mit Hallenbad
- Reste von mittelalterlichen Landhagen in Enniger, Ennigerloh und Ostenfelde
- Teufelsbrunnen
- Alte Schule in der Hoest

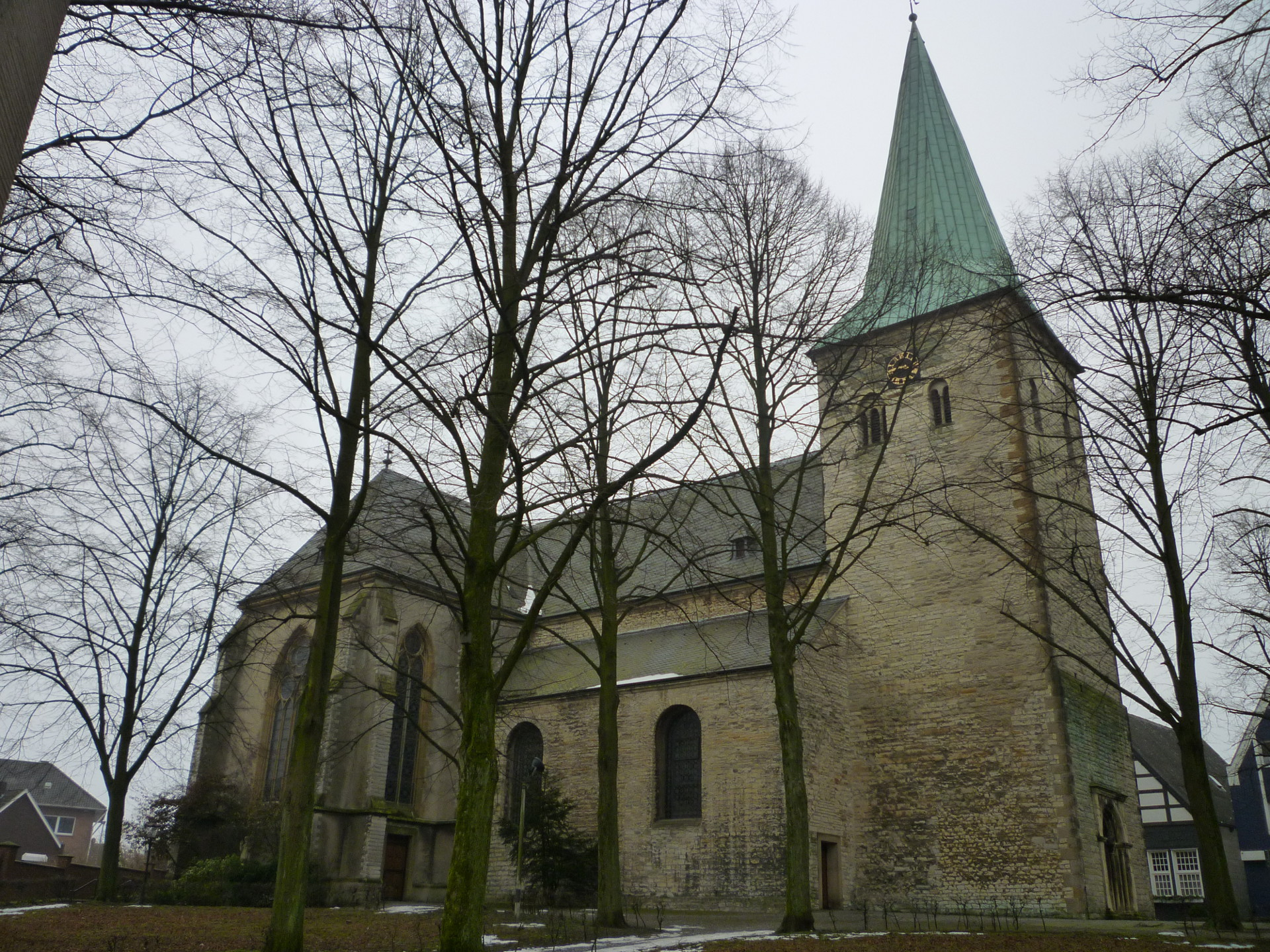
St.-Jakobus-Kirche
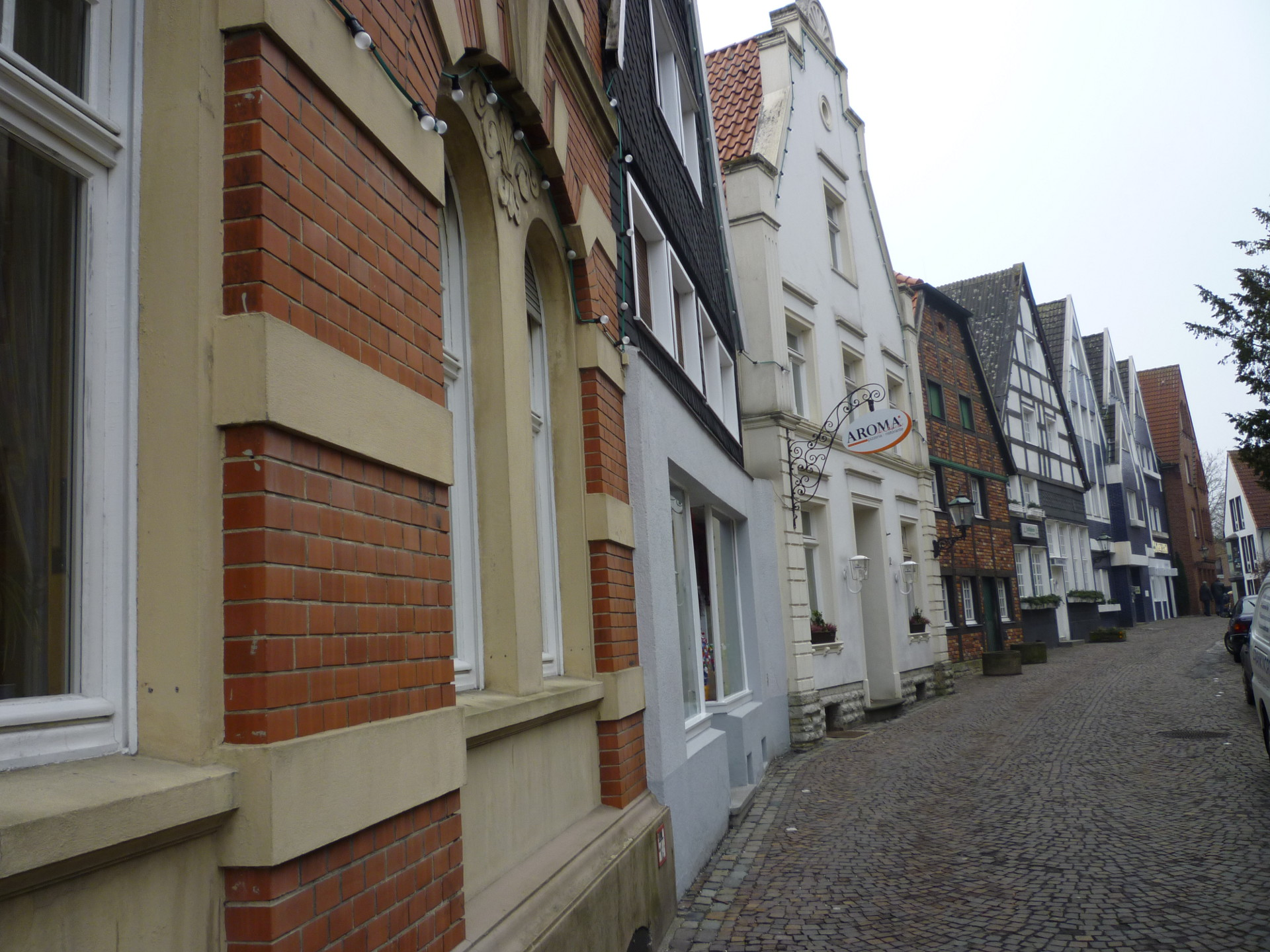
Häuserzeile auf dem Drubbel
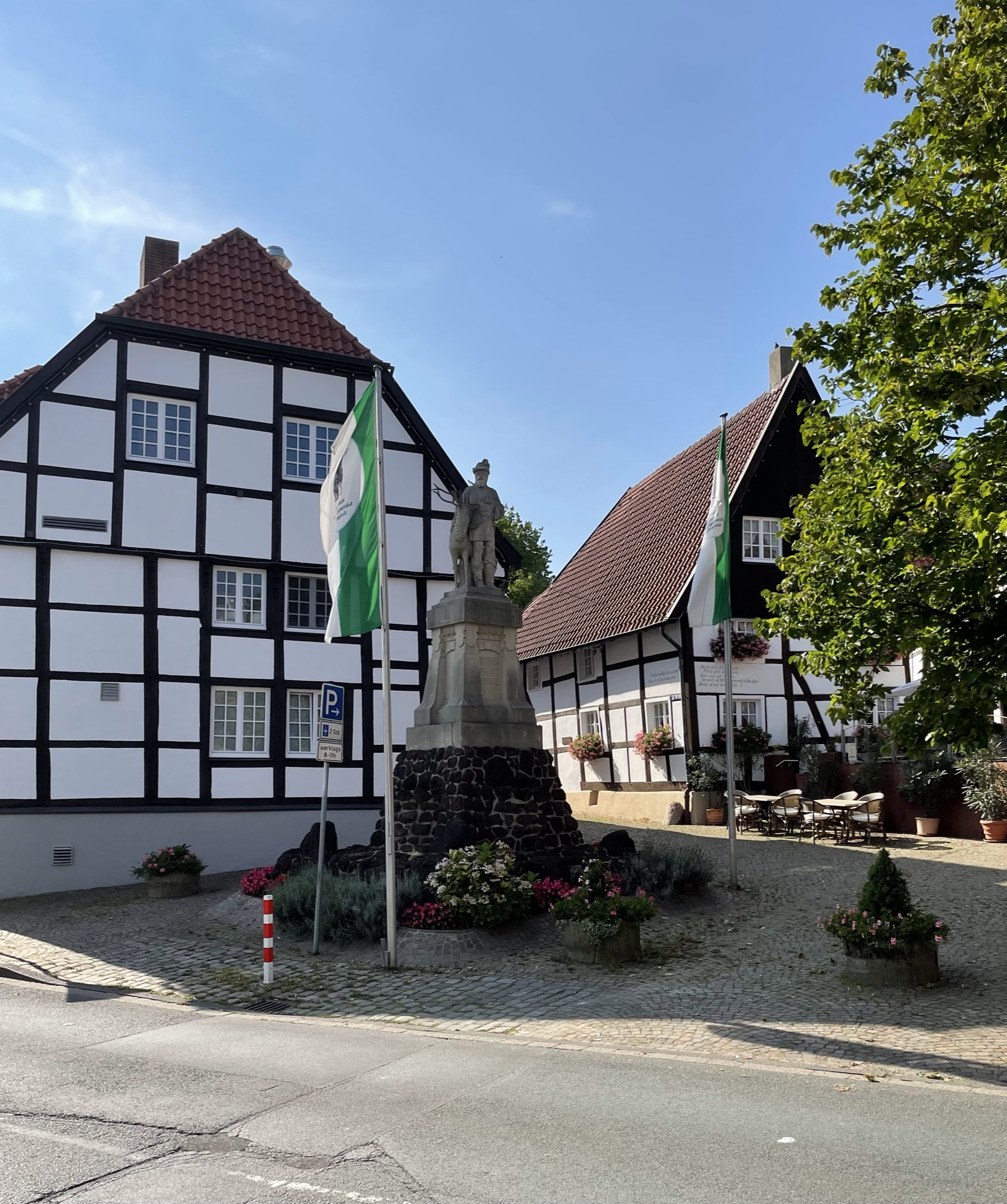
Hubertusdenkmal
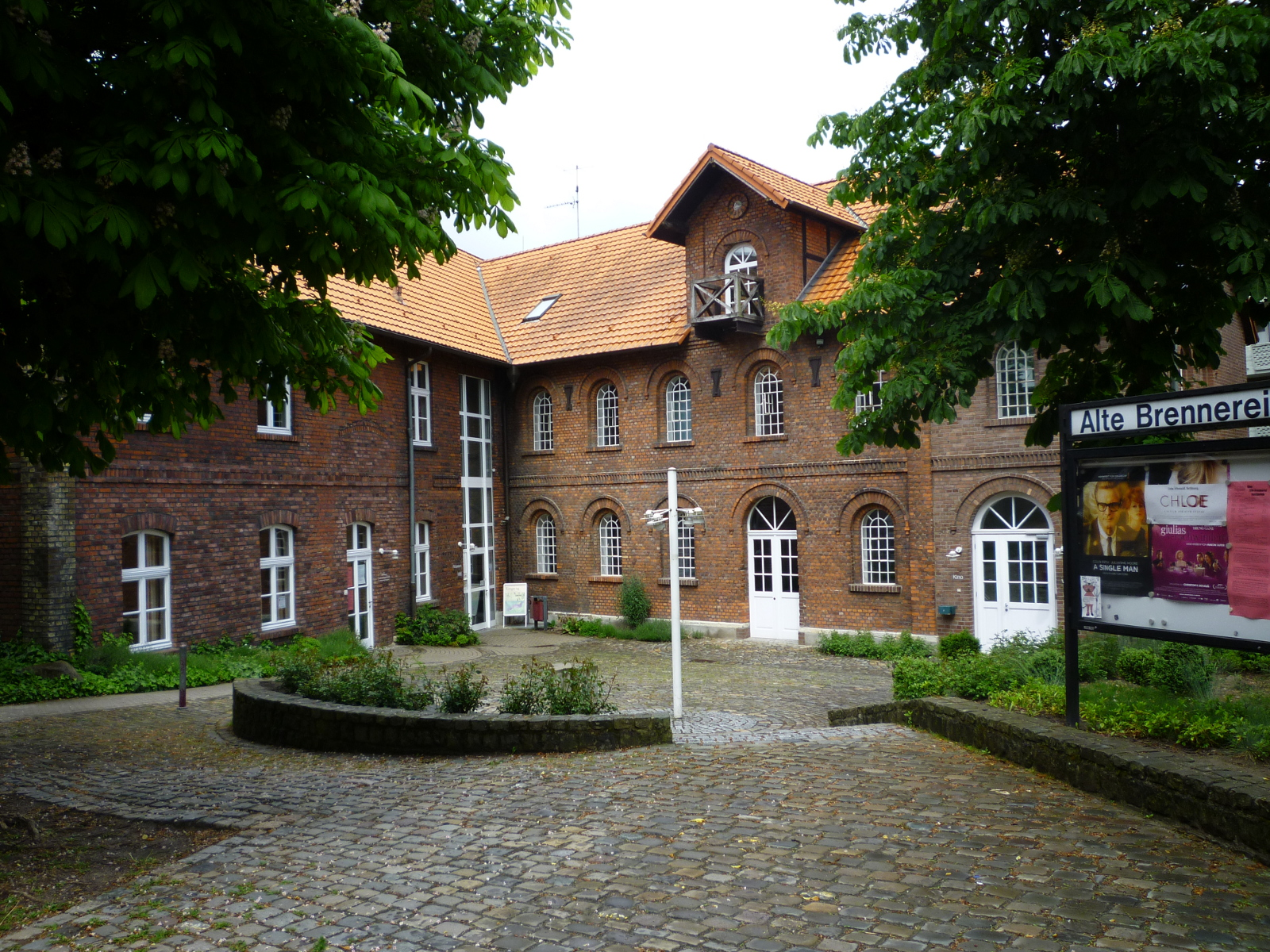
Alte Brennerei Schwake
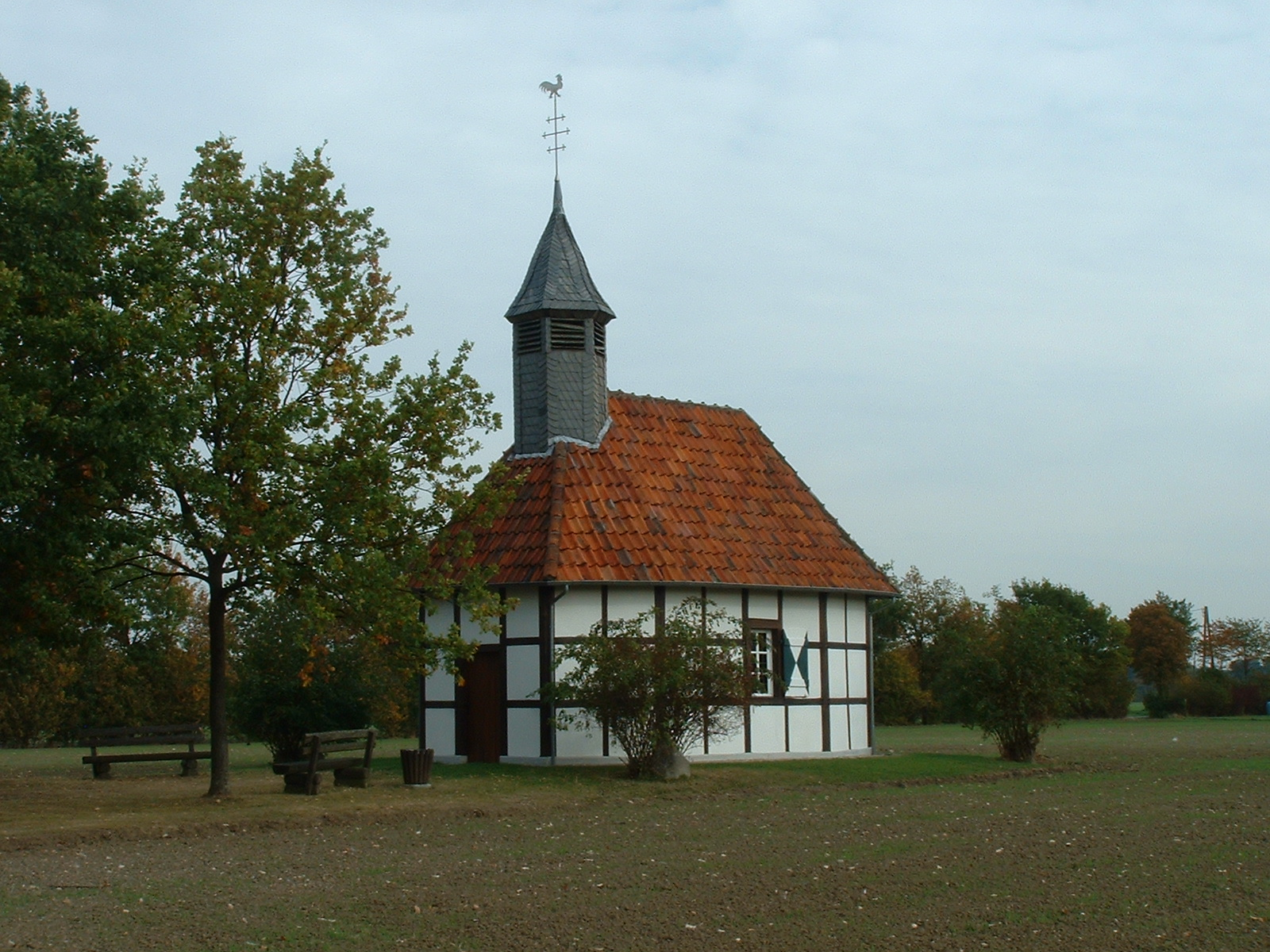
Rückämper Kapelle bei Enniger
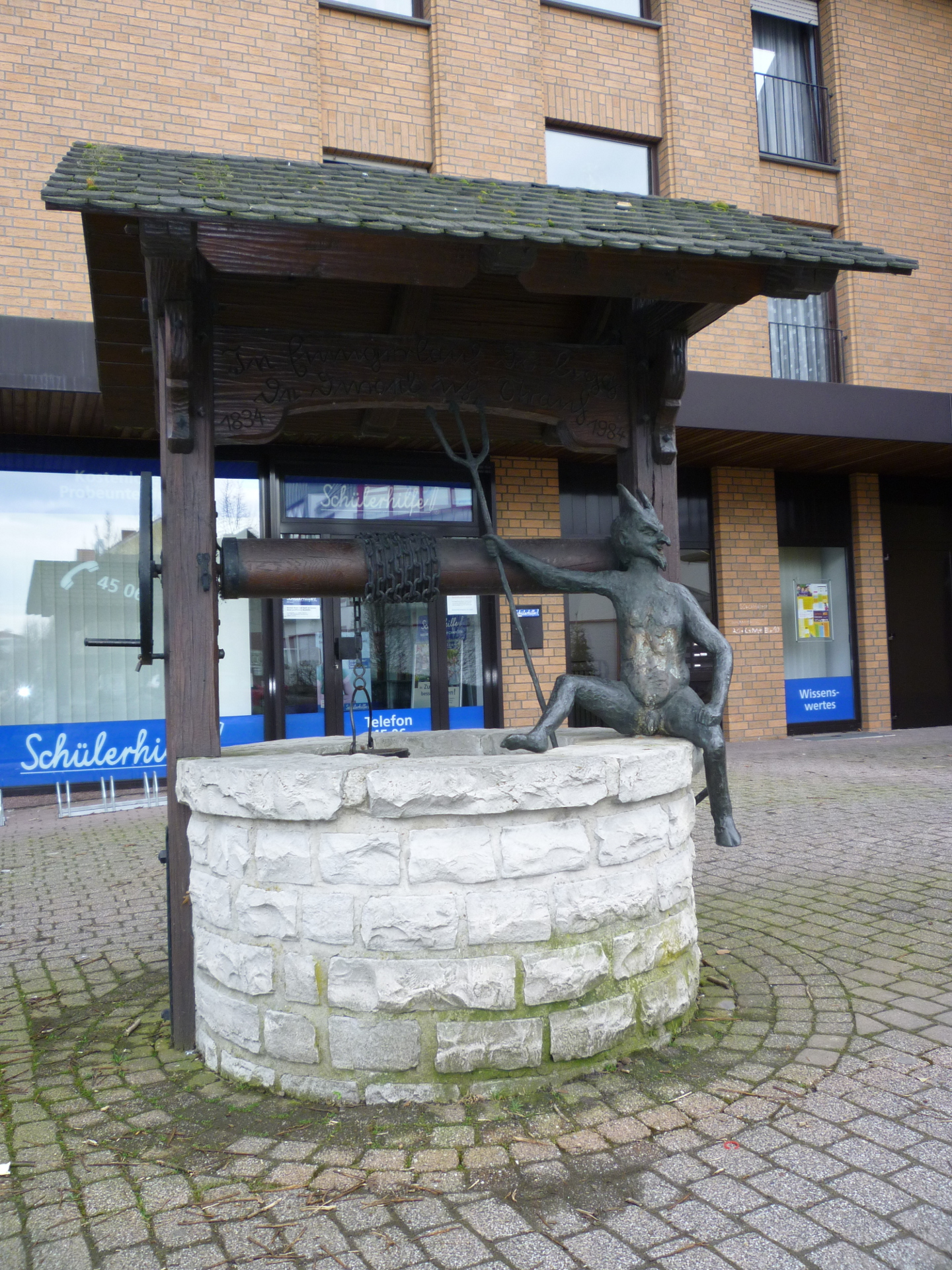
Teufelsbrunnen
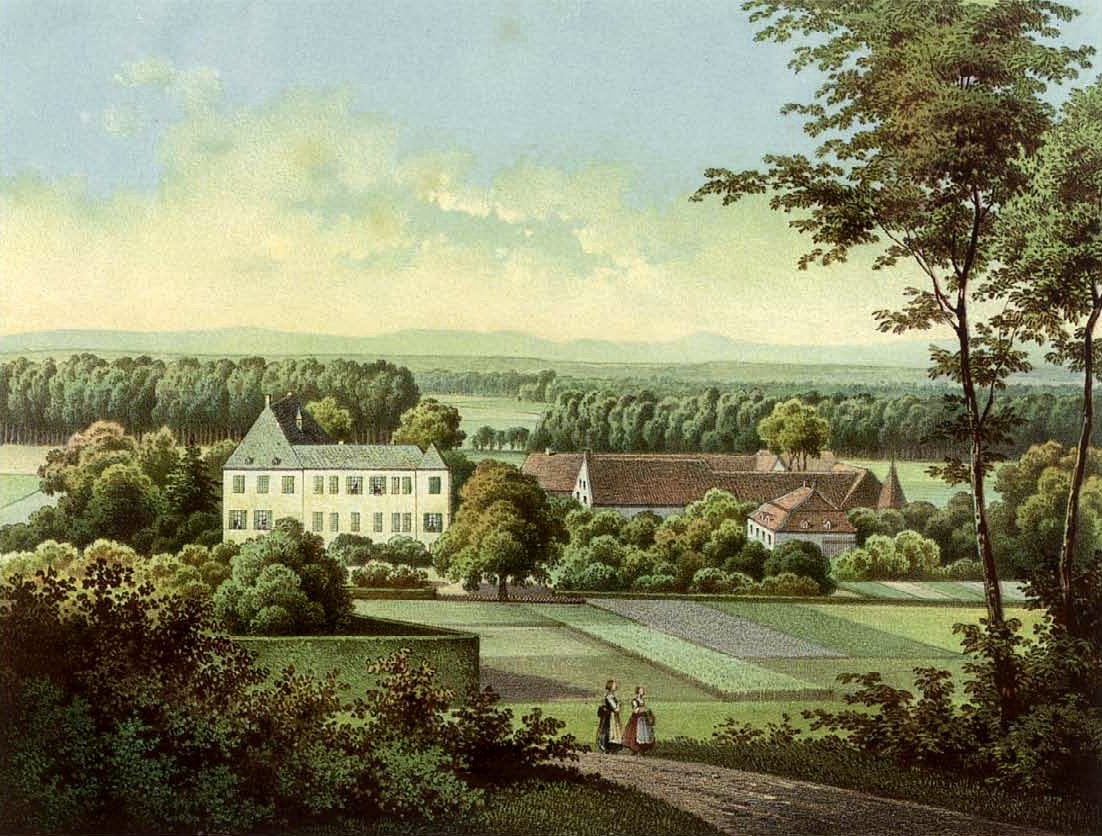
Schloss Vornholz um 1860, Sammlung Alexander Duncker

### Regelmäßige Veranstaltungen
- Mettwurstmarkt, Kirmes und Markt, der immer am letzten Dienstag im September stattfindet. Besonderheit ist das satirische Schauspiel, bei dem der "Döüwel" (der Teufel) Lokal- und Bundespolitik aufs Korn nimmt.
- Ennigermarkt, zuerst 1552 erwähnt, findet immer am zweiten Mittwoch im Juli im Ortsteil Enniger statt.
- Herbstkonzert des MännerChores Eintracht Ennigerloh, jeweils am letzten Sonntag im Oktober
- Ennigerloher Karnevalsumzug, findet am Samstag vor Rosenmontag statt.
- Ennigerloher Sportgala, seit 2005 etablierte Veranstaltung zur Ehrung der örtlichen Sportler und Sportvereine.
- Ennigerloher Dichtungsring seit 2003: Im Kulturzentrum Ennigerloh – der Alten Brennerei Schwake – wird jedes Jahr die eine Trophäe an einen vom Publikum ausgewählten Hobbydichter vergeben.
- Ennigerloher Mühlenfest, seit 2008, Pfingsten, rund um die 1869 erbaute Windmühle auf dem Mühlengeist
- Osterräderlauf im Hohen Hagen

## Wirtschaft und Infrastruktur

### Verkehr

#### Schienenverkehr
Ennigerloh liegt an der Bahnstrecke Neubeckum–Warendorf, die ausschließlich im Güterverkehr betrieben wird und eine wichtige Rolle bei der Versorgung mit Rohstoffen und dem Abtransport von Produkten für das Zementwerk spielt. Hinter dem Haltepunkt Zementwerk ist die Strecke stillgelegt und abgebaut. Die ehemalige Trasse ist hier zu einem Radweg umgebaut
worden.

#### Busverkehr
Ennigerloh wird von fünf Regionalbuslinien und einer Nachtbuslinie angefahren:
| Linie | Verlauf | Takt                                              | Betreiber                   |
| ----- | --- | ------------------------------------------------- | --------------------------- |
| R33   | Sendenhorst – Tönnishäuschen – Enniger – Ennigerloh | 60 min (Mo–Fr), 120 min (Sa–So)                   | Regionalverkehr Münsterland |
| R61   | Ennigerloh – Neubeckum | 60 min (Mo–Fr), 120 min (So)                      | Regionalverkehr Münsterland |
| R62   | Ennigerloh – Neubeckum – Beckum Busbahnhof | 30/60 min (Mo–Fr), 60 min (Sa), 120 min (So)      | Regionalverkehr Münsterland |
| R63   | Warendorf – Freckenhorst – Westkirchen – Ennigerloh | 60 min mit Verstärkern (Mo–Sa), 120 min (So)      | Regionalverkehr Münsterland |
| R75   | Ennigerloh – Oelde | 60 min (Mo–Fr), 120 min (Sa)                      | Regionalverkehr Münsterland |
| N3    | Münster (Westf) Hbf – Münster MCC/Halle Münsterland – Wolbeck – Alverskirchen – Everswinkel – Freckenhorst – Westkirchen – Ennigerloh – Neubeckum – Beckum | Einzelne Fahrten (Fr auf Sa), 120 min (Sa auf So) | Regionalverkehr Münsterland |

#### Fahrradverkehr
Ennigerloh ist an den Radwanderweg 100-Schlösser-Route sowie an einige lokale Rundwege angeschlossen.

#### Straßenverkehr
Ennigerloh liegt an der B 475; diese verbindet die Gemeinde im Norden mit Warendorf, im Süden mit Beckum und Soest. Etwa 6 km entfernt liegt der Autobahnanschluss Beckum-Ennigerloh-Warendorf, der die B 475 an die A 2 anbindet.

### Ansässige Unternehmen

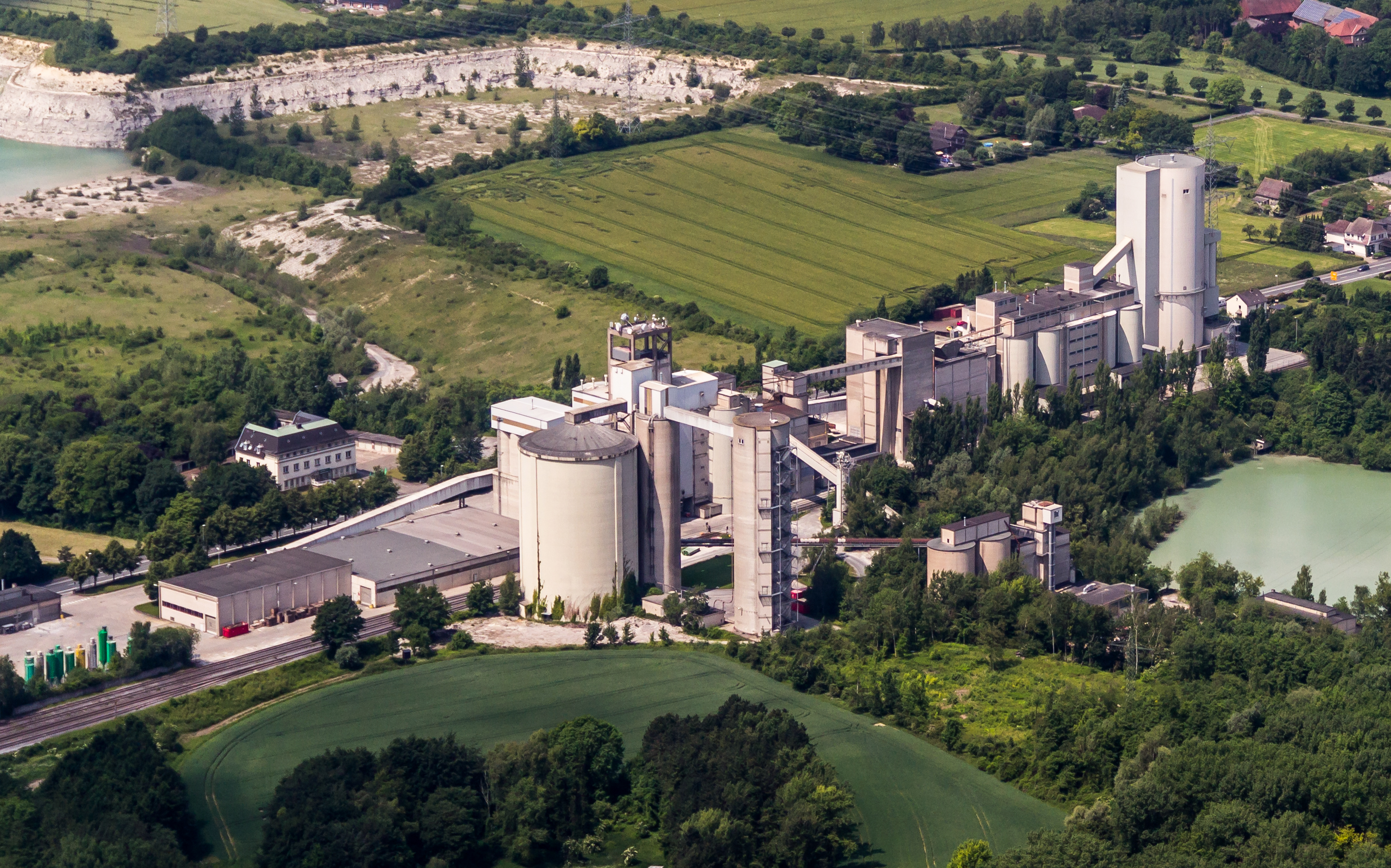
Zementwerk Elsa (Luftbild, 2014)

Seit 1949 befindet sich der Hauptsitz des pharmazeutischen Dienstleistungsunternehmens Rottendorf Pharma in Ennigerloh. Mitte 2009 beschäftigte die Rottendorf Gruppe 780 Mitarbeiter. Der Umsatz lag 2008 bei rund 97 Millionen Euro.
Seit 1998 befindet sich die Firma Phoenix Budosport in Ennigerloh. Mit einem Jahresumsatz von 49 Millionen Euro gehört Phoenix Budosport zu den größten Ausrüstern für Kampfsport-Artikel in Deutschland. Sie beschäftigen 137 Mitarbeiter (2017).

## Persönlichkeiten

### Söhne und Töchter der Stadt
- Karl Theodor Wilhelm Weierstraß (1815–1897), deutscher Mathematiker
- Joseph Willebrand (1829–1922), Mitglied des Preußischen Abgeordnetenhauses
- Franz Röhr (1888–1934), christlicher Gewerkschafter, Namensgeber des Franz-Röhr-Bildungswerkes
- Andreas J. Rottendorf (1897–1971), Gründer des gleichnamigen Pharma-Unternehmens in Ennigerloh, Stifter eines im jährlichen Wechsel verliehenen Preises für niederdeutsche Dichtung und für Fortschritte in der Pharmazie. Verfasser von plattdeutscher Lyrik und Prosa.
- Willy Hartner (1905–1981), deutscher Professor, gründete das Institut für Geschichte der Naturwissenschaften in Frankfurt am Main
- Heinrich Overesch (1909–1990), Politiker (CDU), Landtagsabgeordneter
- Theodor Frisch (1913–1980), Landrat
- Hilde Schürk-Frisch (1915–2008), Bildhauerin
- Wilhelm Maibaum (1919–1994), deutscher Politiker (SPD), MdB
- Albert Stuwe (1921–1998), Graphiker, Maler und Dichter.
- Wilfried Tepe (* 1940), Fußballspieler
- Alois Hanslian (* 1943), Maler
- Monika Sikora (* 1958), Tischtennisspielerin und mehrfache Goldgewinnerin bei den Paralympics
- Jürgen Rühe (* 1961 in Enniger), Chemiker
- Alfred Reckendrees (* 1962), Historiker
- Bettina Pelz (* 1963), Kuratorin
- Manolo Palma (* 1971), Schauspieler
- Henrik Hübschen (* 1977), WDR-Fernsehjournalist